# Conto alla rovescia (programma televisivo)
Conto alla rovescia è stato un programma televisivo italiano di genere game show andato in onda su Canale 5 nella fascia preserale dal 18 novembre 2019 al 5 gennaio 2020, con la conduzione di Gerry Scotti.

## Edizioni
| Edizione | Periodo          | Periodo        | Conduzione   | Puntate | Studio                               |
| Edizione | Inizio           | Fine           | Conduzione   | Puntate | Studio                               |
| -------- | ---------------- | -------------- | ------------ | ------- | ------------------------------------ |
| 1ª       | 18 novembre 2019 | 5 gennaio 2020 | Gerry Scotti | 49      | Michelangelo Studio, Cologno Monzese |

## Storia del programma
Il programma, creato interamente in Italia, inizia il 18 novembre 2019, alternandosi con Caduta libera e Avanti un altro!, andando a sostituire The Wall. È registrato presso il Michelangelo Studio di Cologno Monzese, di proprietà del conduttore. Il programma termina il 5 gennaio 2020, dopo 49 puntate, per poi essere riproposta nell'estate 2021 sempre nella fascia preserale di Canale 5, dal 12 luglio al 27 agosto 2021 vengono tramesse delle repliche venendo poi sostituito da 100 di questo giorno.
Il programma venne cancellato al termine dell'unica edizione realizzata, sia per motivi di budget che per scarsi indici di ascolto.
Il format è stato ideato da Gerry Scotti e Nicola Lo Russo, e scritto da Lamberto Ciabatti, Flavio De Giovanni e Riccardo Favato.
Dalla stagione primaverile del 2024, il programma viene sostituito da La Ruota della Fortuna, condotto dallo stesso Gerry Scotti

## Svolgimento
A ogni puntata partecipano cinque concorrenti che devono rispondere a varie domande di cultura generale. Il tabellone che visualizza il cronometro del conto alla rovescia è situato alle spalle dei concorrenti, che non possono quindi vederlo, mentre la postazione del conduttore è di fronte ai concorrenti. Sono previsti quattro giochi, al termine di ognuno dei quali il giocatore che ha vinto la prova ottiene l'immunità e viene ammesso al gioco successivo, rispondendo per primo, mentre gli altri concorrenti rimasti partecipano al Conto alla rovescia per stabilire chi sarà eliminato.

### Conto alla rovescia (5, 4, 3 e 2 concorrenti)
Questa prova viene effettuata all'inizio della puntata e dopo ognuno dei primi tre giochi. Alla prova iniziale non partecipa il campione in carica. Il conduttore comunica il titolo di una lista di elementi ai concorrenti che a turno, entro il tempo complessivo a disposizione, devono dire il nome di un elemento che ritengono possa appartenere alla lista. Se un concorrente risponde correttamente il turno passa al concorrente che ha la propria postazione illuminata; il giocatore che si trova a essere di turno nel momento in cui scade il conto alla rovescia viene eliminato. Il campione in carica, quando partecipa a questo gioco, ha come vantaggio rispetto agli sfidanti la possibilità di passare la mano per una sola volta in ogni Conto alla rovescia nel caso non sapesse rispondere. Il tempo complessivo a disposizione per la prova varia casualmente ogni volta.
Il concorrente che viene eliminato al primo Conto alla rovescia acquisisce il diritto di tornare come concorrente alla puntata successiva.
Dal 23 dicembre 2019, il primo Conto alla rovescia viene abolito e la puntata inizia direttamente col gioco Passo o chiudo.

### Passo o chiudo (5 concorrenti)
Da questo primo gioco, che è anche il primo a cui partecipa anche il campione in carica, inizia l'accumulo del montepremi della puntata. Ciascun concorrente deve rispondere correttamente ad alcune domande; ogni risposta incrementa di 5 000 euro il montepremi. Ad ogni domanda, il giocatore può scegliere se rispondere o passare la mano ad uno sfidante. Se si sceglie di rispondere, non viene fornita alcuna opzione di risposta e se si sbaglia si va direttamente al Conto alla rovescia; se invece il concorrente sceglie di passare la mano ad un altro concorrente, a quest'ultimo vengono fornite due opzioni di risposta e se sceglie quella corretta manda al Conto alla rovescia il concorrente che gli ha passato la domanda, se invece sbaglia ci va lui stesso. Il gioco prosegue fino a quando si arriva ad avere quattro concorrenti per il Conto alla rovescia. È l'unica fase del gioco dove il montepremi può essere incrementato maggiormente finché i concorrenti rispondono correttamente, senza passare la domanda ad un altro giocatore.

### Le eccezioni (4 concorrenti)
In questa fase di gioco, i quattro concorrenti rimasti in gara devono rispondere a una domanda di curiosità con 12 opzioni di risposta, di cui 9 esatte e 3 sbagliate. Ogni risposta esatta incrementa di 5 000 euro il montepremi. Quando il giocatore di turno dà una risposta esatta, sceglie quale avversario dovrà dare la risposta successiva; se il concorrente scelto dà una risposta errata va al Conto alla rovescia. Se invece il giocatore di turno dà una risposta corretta, la mano passa al giocatore successivo, che può decidere se tenere la domanda oppure ripassarla a un avversario. Il gioco prosegue fino a quando si esauriscono tutte le risposte esatte o tutte quelle errate. Il concorrente che non ha dato nessuna risposta errata passa direttamente al gioco successivo. Il montepremi massimo di questa fase è di 45 000 euro.

### Sembra ieri (3 concorrenti)
In questa manche, i tre giocatori sopravvissuti al Conto alla rovescia devono abbinare alcuni fatti storici accaduti tra gli anni cinquanta e il primo decennio degli anni duemila in cui si sono verificati. Vengono poste sei domande e ogni volta che un concorrente dà la risposta esatta mantiene il turno di gioco e fa incrementare di 5 000 euro il montepremi; in caso di risposta errata la mano passa al concorrente successivo. Il concorrente che deve rispondere all'ultima domanda ha a disposizione tre opzioni di risposta per abbinare il fatto storico all'ultimo decennio rimasto. In caso di risposta esatta, il concorrente diventa il primo finalista, mentre gli altri due concorrenti vanno al Conto alla rovescia per stabilire il secondo finalista. Il montepremi massimo di questa fase è di 30 000 euro.

### Vasi comunicanti (2 concorrenti)
In questo gioco, i due finalisti devono rispondere a varie domande di cultura generale a risposta diretta. Per ogni secondo che passa il montepremi accumulato fino alla quarta manche viene suddiviso tra i due concorrenti, con il concorrente interpellato che si aggiudica un certo numero di euro che dipende dal montepremi per ogni secondo che passa; a ogni risposta esatta il concorrente di turno si aggiudica una parte del montepremi; in caso di risposta errata o non data entro due secondi di tempo il turno passa all'altro concorrente, che può quindi aumentare il proprio montepremi con le sue risposte esatte. Al termine del tempo, il giocatore che ha accumulato la cifra più alta viene eletto campione e va al gioco finale.

### Time Out (1 concorrente)
Nel gioco finale il campione deve dare la risposta esatta a 20 domande in 3 minuti. Sullo schermo davanti al concorrente vengono mostrate due linee grafiche, una corrispondente alle risposte date e una al tempo; fino a quando la linea delle risposte esatte supera quella del tempo il montepremi rimane intatto, mentre quando la linea del tempo oltrepassa quella delle risposte il montepremi si abbassa con lo scorrere del cronometro. Se il concorrente riesce a dare tre risposte esatte consecutive, il cronometro si ferma e il concorrente può rispondere alle domande successive senza limite di tempo. Questa fase è detta Time Out. In caso di errore, il cronometro riprende il conto alla rovescia, con il montepremi che viene diminuito o lasciato invariato sempre a seconda della posizione della linea delle risposte rispetto a quella del tempo. Le domande a tempo sono a risposta diretta, mentre per quelle a cronometro fermo vengono fornite tre opzioni di risposta.
Se il concorrente risponde correttamente a tutte le domande prima del termine del conto alla rovescia vince il montepremi rimasto, altrimenti non vince nulla. In ogni caso, il concorrente acquisisce il diritto di tornare come campione nella puntata successiva.